# Zorovac
Zorovac (cyr. Зоровац) – wieś w Serbii, w okręgu jablanickim, w gminie Bojnik. W 2011 roku liczyła 3 mieszkańców.